# Смирнов Іван Федорович

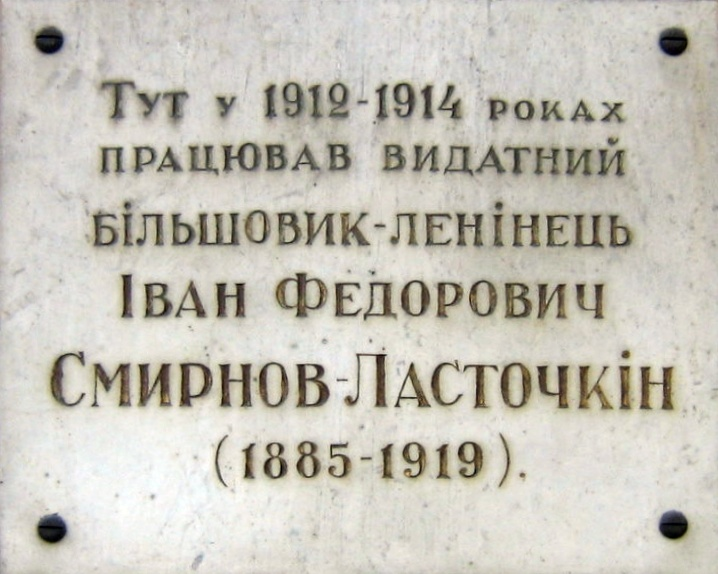
Меморіальна дошка

Смирно́в Іва́н Фе́дорович  (партійний псевдонім — Микола Ласточкін; 3 [15] січня 1885, Москва — 2 квітня 1919, Одеса) — професійний революціонер, робітник-кравець, учасник боротьби за владу Рад у Києві.

## Біографія
Народився 15 (15) січня 1885 року в Москві. Член РСДРП з 1906 року. Партійну роботу вів у Москві, Ростові-на-Дону, Самарі, Царицині.
В 1912–1914 роках у Києві, очолював профспілку кравців «Голка», правління якої містилося у будинку № 3 на теперішньому бульварі Тараса Шевченка. Часто був заарештований. В 1914 році засланий до Сибіру.
Після Лютневої революції навесні 1917 року повернувся до Києва. З травня 1917 року — член Київ виконкому Ради робітничих депутатів, з серпня того ж року — голова Київської центральної ради фабзавкомів. Один з керівників Жовтневого збройного повстання 1917 в Києві. У 1917 році деякий час жив на Львівській вулиці (нині вулиця Січових Стрільців), № 10.
З 1918 року — на нелегальній роботі в Одесі, голова підпільного обкому КП(б) України, один з керівників «Іноземної колегії», що проводила революційну агітацію у військах інтервентів. Був головою Одеського ревкому. У 1919 році член ВУЦВК. Викритий та заарештований білогвардійцями наприкінці березня 1919 року, страчений у ніч з 1 на 2 квітня.
Тіло Івана Смирнова було перевезено до Києва і 22 квітня 1919 року поховано в Маріїнському парку (могила не збереглася).

## Пам'ять
У 1928–2015 роках у Києві на його честь було названо вулиця Смирнова-Ласточкіна (нині — Вознесенський узвіз). На будинку № 3 по бульвару Тараса Шевченка, де розміщувалося правління профспілки кравців «Голка», 10 травня 1960 року встановлено мармурову меморіальну дошку.
Ласточкін — прототип головного героя фільму 1968 року «Інтервенція» Мішеля Воронова, роль якого виконав Володимир Висоцький.